# I Was Born to Love You
«I Was Born to Love You» (en español "Nací para amarte") es un tema que aparece en el álbum en solitario Mr. Bad Guy del cantante Freddie Mercury, grabado en los estudios Musicland, de Múnich, y lanzado al mercado en abril del año 1985. En todas las canciones del álbum, tanto la letra como la música fueron escritas y compuestas por Freddie, en su primera incursión como cantante aparte de la banda Queen para la que se dotó de un nuevo conjunto de músicos. El trabajo fue producido por Mack y el propio Mercury. De este tema, el cantante declaró que es una canción fresca y excitante, muy optimista, fundida con las demás en el espectro de la emoción humana. 
La canción fue reelaborada por la banda Queen y fue incluido como sencillo del LP Made in Heaven lanzado en 1995 en una versión más rockera y acorde con el estilo de los componentes vivos de la banda. 

## Personal
- Freddie Mercury - voz, piano y sintetizador
- Fred Mandel - sintetizadores y caja ritmos
- Stephan Wissnet - bajo y sampler
- Reinhold Mack - sintetizador y sampler

## Videos musicales
El vídeo de la versión original de Freddie Mercury de la canción fue dirigido por David Mallet y filmado en los ahora demolidos Limehouse Studios, Londres. El vídeo fue coreografiado por Arlene Phillips y muestra a Mercury cantando frente a una pared de espejos, luego corriendo por una casa con una mujer (Debbie Ash de Hot Gossip), antes de bailar en un podio.
El vídeo de la versión utilizada en Made in Heaven fue dirigido por Richard Heslop para el British Film Institute, e incluido en Made in Heaven: The Films. Muestra a los habitantes de un bloque de pisos del consejo. Las parejas se besan, los niños juegan y los adolescentes roban y destruyen un coche en una película monocromática. El audio también utiliza la edición de vinilo.
Un video musical de la canción fue lanzado en el año 2004 en Japón y mezcla imágenes del video en solitario de Freddie Mercury de la canción de 1985 y de su actuación en el Estadio de Wembley en 1986 y sale un extracto del video de la canción A Kind of Magic y del videoclip en solitario de Mercury Living on My Own. Este vídeo está incluido en Queen Jewels, el DVD de Greatest Karaoke Hits de 2004 y el lanzamiento japonés del documental Days of Our Lives.